# John Craufurd
Pour les articles homonymes, voir Craufurd.
John Craufurd (vers 1742-1814) d' Errol, à Perth et Kinross, est un homme politique britannique qui siège à la Chambre des communes entre 1768 et 1790.

## Jeunesse
Il est le fils de Patrick Craufurd d'Auchenames, Renfrew, et Crosbie et Drumsoy, Ayr et de son épouse Elizabeth Middleton, fille de George Middleton d'Errol, Perth et Kinross. Il fait ses études au Collège d'Eton de 1753 à 1757, où il est surnommé «le poisson» pour sa grande curiosité. Là, il est un camarade de classe de Stephen Fox (2e baron Holland). Il entre à l'Université de Glasgow en 1757 et entreprend un Grand Tour avec Fox de 1760 à 1761. À travers Fox, il devient un membre intime du cercle de Holland House. Après sa tournée, il effectue des visites annuelles à l'étranger et est connu tant en France que dans la société anglaise. C'est un petit homme au physique faible mais exceptionnellement intelligent. Son tempérament est un balancement entre des pôles de gaieté, d'esprit et d'activité agitée d'un côté et de mélancolie, d'hypocondrie et de paresse de l'autre. Il est un joueur notoire et en 1764 est l'un des premiers membres d'Almack. Il espère succéder à son oncle le colonel John Craufurd en tant que député de Berwick mais est déçu. Il passe la majeure partie de 1765 avec Horace Walpole et David Hume à Paris et s'attache à Madame du Deffand, dont la dévotion envers son petit Craufurd dure de nombreuses années. Au début de 1766, il rentre chez lui très endetté. Il parvient à apaiser son père en colère par «prudence, gestion et soumission» et le persuada de lui reverser les revenus de la propriété d'Errol. Considérant que l’Écosse est «un pays abominable» où «ni l’amour ni l’esprit ne peuvent s’épanouir», il s’ennuie en compagnie de son père et retourne à la vie à la mode londonienne. Il cultive les faveurs du duc de Grafton au nom de son père et de lui-même lors de la prochaine élection . 

## Carrière politique
Il espère avoir un siège à Stockbridge, mais échoue. Il va à Bath, obsédé par sa santé, puis à Paris avec William Douglas (4e duc de Queensberry) et GA Selwyn, ennuyé et découragé. Il reste en contact avec William Petty FitzMaurice et Grafton qui, peu après le retour de Craufurd chez lui en décembre, lui proposa la place de Chamberlain of Fife and Strathearn qu'il occupa de 1767 à sa mort. Il a également obtenu de Thomas Pitt (1er baron Camelford) avec la promesse d’une place à Old Sarum et propose en outre de se présenter à Renfrew à la place de son père. Aux Élections générales britanniques de 1768, il est élu député de Old Sarum. Peu de temps après son élection, Craufurd a un différend avec Grafton et envisage de «renoncer» à sa place, mais est dissuadé par Hume. Il cesse de parler au Parlement après son discours en faveur d'un projet de loi du gouvernement concernant la Compagnie des Indes orientales le 18 décembre 1768. Il déclare: «C’était un discours préparé, intempestif, mal reçu, mal livré, languissant, plaintif, et tout aussi mauvais que possible. Ajoutez à cela que c'était très long, parce que, étant préparé et pompeusement commencé, je ne savais pas comment le diable s'en sortir. . . La seule chose que j'ai dite qui était raisonnable ou pertinente, a été déformée par Edmund Burke. Certes, ce n'était pas l'intention de la nature que je devienne un orateur public et je ne le tenterai plus jamais " . 
Pendant la suspension de 1771, il reste chez lui pour une fois, où il persuade son père de lui donner l'entière possession d'Errol. Mme du Deffand commente: "Il n'en est pas plus riche mais son crédit en augmente et il aura la satisfaction de pouvoir se ruiner." À la Chambre, sa présence est irrégulière. Il s'inquiète ensuite de la détermination de son père à réduire ses dépenses. Il consulte William Mure (1718-1776) à ce sujet et sur ses perspectives électorales, d'autant que Sir Lawrence Dundas a offert de le faire venir ailleurs s'il échouait dans le Renfrewshire. Il fait preuve d'une grande habileté dans l'intrigue électorale lors des Élections générales britanniques de 1774 dans le Renfrewshire, l'Ayrshire et le Perthshire et est réélu député de Renfrewshire . 
En 1775, Craufurd incite Lord North à lui confier à vie son poste de chambellan de Fife, jusqu'ici détenu à titre amovible. Peu de temps après, son comportement absurde devient aussi notoire que son jeu. Il harcèle ses amis avec ses maux imaginaires, son «ennui et ses jalousies», avec des demandes de paiement de ses dettes «pour le libérateur des Juifs», des fêtes «à la porte», auxquelles il a rarement participé. Selwyn écrit en décembre 1775: «Je pense qu'en réalité, il devient de plus en plus fatigant chaque jour et la patience de chacun est totale. Aux Élections générales britanniques de 1780, il se retrouve face à une combinaison contre lui à Renfrewshire et se retire. Avec le soutien des intérêts de Hamilton et Argyll, il esr transféré à Glasgow Burghs où il est réélu .
Dans le nouveau Parlement, il continue à garder un pied dans chaque camp. Ayant vendu ses propriétés d'Errol et de Drumsoy, il est maintenant bien financé et renouvelle ses sollicitations au nom de son frère James Craufurd. En mai, il se rend chez Lord North, mais en juillet, n'ayant rien reçu, il "saisissait l'occasion de dire tout ce qui était désagréable pour Lord North, comme on pouvait l'imaginer". Selwyn écrit en octobre 1781 "Cet abominable courtisianisme, avec son désintéressement et sa noblesse d'âme, le rend intolérable." Quand il est dans un dilemme, Craufurd fait généralement de la maladie son excuse. Avant la motion de censure contre l'Amirauté, Selwyn a écrit: "J'espère que le gouvernement enverra deux yeomen de la garde pour porter le poisson dans ses couvertures, car il prétend avoir la goutte. . . Il devrait être déposé [...]. On devrait lui demander son avis et le contraindre à le donner d'une manière ou d'une autre en pleine assemblée. " . 
En 1784, dans l'attente d'une dissolution, Craufurd envisage de se représenter dans l'Ayrshire ainsi que dans le Renfrewshire et à Glasgow, et de placer son frère pour le premier et un ami pour le second. En l'absence de dissolution immédiate, il tombe «malade» et se rend à Bath. En l'occurrence, lors des Élections générales britanniques de 1784 il ne tente pas de se présenter à Renfrewshire, il a peu de chance à Ayrshire et perd son siège à Glasgow Burghs . 
Il ne se présente pas à l'élection partielle de l'Ayrshire de 1789. Coutts commente "Je n’imagine plus qu’il pense à Ayr ou à Renfrew. La politique n’est nullement sa tendance naturelle; pourtant il avait pris une ligne publique tôt, peu ont de meilleures capacités. " Glasgow Burghs devient vacant en 1790 et Craufurd reconquiert son ancien siège lors d'une élection partielle le 26 février 1790. Après quelques mois, il le perd encore lors des Élections générales britanniques de 1790 et sa candidature à Dysart Burghs échoue également . 
Peu de temps après avoir perdu son siège, Craufurd tombe gravement malade. En 1792, il se rend à Paris mais est horrifié par les excès de la révolution et rentre chez lui. Par la suite, il n'essaie plus d'entrer au Parlement et abandonne ses amis les Foxites. Il est décédé le 26 mai 1814 .